# Texas Chainsaw 3D
Cưa máy Texas 3D (tựa tiếng Anh: Texas Chainsaw 3D) là bộ phim kinh dị năm 2013 của Mỹ, là bộ phim thứ 7 trong loạt phim The Texas Chainsaw Massacre của Leatherface. Phim sẽ được chiếu tại tất cả các rạp phim dưới dạng 3D vào ngày 4 tháng 1 năm 2013 và mác phim chính thức là Evil Wears Many Faces, có nghĩa là Quỷ dữ mang nhiều mặt.

## Nội dung
Một cô gái tên Heather Miller nhận được một tờ di chúc từ một người bà mà ngay cả cô cũng không biết là mình có, trong di chúc ghi là cô sẽ nhận được một căn biệt thự cô lập tại tiểu bang Texas. Thế là cô cùng nhiều người bạn của mình quyết định đến Texas để xem thử căn biệt thự, nhưng họ không biết rằng bên dưới tầng hầm của biệt thự này đang chứa một nỗi kinh hoàng, một tên sát nhân hàng loạt mang tên Leatherface, hắn chuyên giết người bằng máy cưa rồi lột da mặt họ sưu tập mặt nạ.

## Diễn viên
- Alexandra Daddario - Heather Miller
- Dan Yeager - Leatherface (Bubba Sawyer/Thomas Hewitt)
- Tania Raymonde - Nikki
- Trey Songz - Ryan, bạn trai của Heather
- Scott Eastwood - Cảnh sát phó Carl Hartman
- Shaun Sipos - Darryl
- Keram Malicki-Sanchez - Kenny, bạn của Ryan
- James MacDonald - Sĩ quan Marvin
- Thom Barry - Cảnh sát trưởng Hooper
- Paul Rae - Thị trưởng Burt Hartman
- Richard Riehle - Farnsworth, luật sư của gia đình Sawyer
- Bill Moseley - Drayton Sawyer
- Gunnar Hansen - Boss Sawyer
- David Born - Gavin Miller
- Sue Rock - Arlene Miller
- Ritchie Montgomery - Ollie
- Marilyn Burns - Verna
- Dodie Brown - Loretta Sawyer
- David Bell - Bear Sawyer
- John Dugan - ông nội